# Куч-и-Зи
Куч-и-Зи (алб. Kuç i Zi) — село в Албании в 9 километрах к северо-востоку от Корча. Входит в коммуну Центр (Булгарец) в округе Корча в области Корча.
В Куч-и-Зи находится некрополь раннего железного века (VIII—VII века до н. э.), в котором найдены металлические украшения и фигурки.